# Friedrich Bonte
Friedrich Bonte (ur. 19 października 1896, zm. 10 kwietnia 1940) – niemiecki oficer marynarki wojennej Kriegsmarine, komandor.

## Życiorys
Urodził się w Poczdamie. Bonte wstąpił do niemieckiej marynarki wojennej jako kadet 1 kwietnia 1914 i służył podczas I wojny światowej. W 1916 został promowany na oficera (podporucznika marynarki). W okresie międzywojennym w dalszym ciągu służył w marynarce niemieckiej i awansował na kolejne stopnie. 1 listopada 1938 został dowódcą 2. Flotylli niszczycieli. W 1939 awansował na stopień komandora (Kapitän zur See).
Podczas II wojny światowej służył początkowo jako dowódca 2. flotylli, po czym od 24 października 1939 powierzono mu stanowisko Dowódcy Torpedowców (po Güntherze Lütjensie), przekształcone od 26 października na Dowódcę Niszczycieli (Führer der Zerstörer, FdZ). Najbardziej udaną operacją przeprowadzoną przez siły mu podlegające były nocne akcje stawiania min przez niszczyciele u wybrzeży Wielkiej Brytanii, od 18 października 1939 do lutego 1940, na których zatonęło 67 statków i kilka okrętów alianckich (w tym prawdopodobnie „Piłsudski”), drugie tyle zostało uszkodzonych. Bonte osobiście brał udział w kilku z tych rajdów.
10 lutego 1940 Bonte objął funkcję komodora (Kapitän zur See und Kommodore) - dowódcy zespołu okrętów. Dowodził I grupą okrętów niemieckich dokonujących inwazji na Norwegię (Operacja Weserübung), która 9 kwietnia 1940 zajęła Narwik. 10 kwietnia rano okręty niemieckie w porcie w Narwiku zostały zaskoczone przez brytyjskie niszczyciele 2. Flotylli niszczycieli, na skutek czego doszło do pierwszej bitwy pod Narwikiem. W pierwszym ataku ok. godziny 5.35, angielski niszczyciel „Hardy” trafił torpedami okręt flagowy Bontego, „Wilhelm Heidkamp”. Na skutek wybuchu, wzmocnionego przez wybuch własnej amunicji, okręt został poważnie uszkodzony, przy czym komodor Bonte poniósł śmierć.

## Odznaczenia
- Krzyż Rycerski Krzyża Żelaznego (pośmiertnie – 17 października 1940),
- Krzyż Żelazny I klasy (13 listopada 1939),
- Krzyż Żelazny II klasy (16 października 1939) i inne.

## Kariera
- 13 lipca 1916 – Leutnant zur See (podporucznik marynarki)
- 28 września 1920 – Oberleutnant zur See (porucznik marynarki)
- 1 kwietnia 1926 – Kapitänleutnant (kapitan marynarki)
- 1 września 1933 – Korvettenkapitän (komandor podporucznik)
- 1 kwietnia 1937 – Fregattenkapitän (komandor porucznik)
- 1 kwietnia 1939 – Kapitän zur See (komandor)